# 嘉业堂藏书楼
嘉业堂藏书楼位于中国浙江省湖州市南浔区南浔镇南栅万古桥西、鹧鸪溪畔，是当地首富刘镛的承重孙刘承幹（次子刘锦藻之子）于1920-1924年所建的私家藏书楼，东面紧邻小莲庄，因溥仪题赠“钦若嘉业”九龙金匾而得名。嘉业堂以古籍收藏而知名，还以雕版印书蜚声海内，是中国近代规模最宏大、功能最齐全的私家藏书楼，全盛时期（1925-1932年）号称藏书60万卷、共16万册，现存古籍882橱箱，十余万册。1951年11月刘承幹将其捐献给政府，后成为浙江图书馆的一部分，1981年被列為浙江省文物保護單位，2001年与小莲庄一同被列為第五批全國重點文物保護單位。
嘉业堂总占地面积1.5公顷，外有河道环绕，内部采用中西合璧园林式布局，其中藏书楼部分占地面积0.135公顷，建筑面积1955平方米 ，为“口”字型回廊式两层建筑，前后两进厅各面阔七间，左右厢房各面阔六间，共五十二间，中央为方形天井（条石满铺，以供夏季晾晒图书之用）。底层辟有“嘉业厅”、“诗萃室”和“宋四史斋”，顶层辟有“希古楼”、“黎光阁”和“求恕斋”，底层门窗均镂空雕刻篆字“嘉业堂藏书楼”，顶层则为“希古”。楼南侧有小花园，中为莲池，四周环以太湖石假山，楼东侧为用于编校和刻印工作的附属用房。

## 图集
- 大门，位于东北侧
- 前厅南侧
- 前厅北侧，底层中一间为过道，西三间为诗萃室，东三间为宋四史斋，顶层中一间为求恕斋
- 东厢房西侧
- 后厅南侧，底层中三间为嘉业厅，顶层中三间为希古楼和黎光阁
- 嘉业厅，顶层为希古楼，因溥仪题赠“抗心希古”匾而得名
- 宋四史斋，因藏有宋刊《史记》、《汉书》、《后汉书》和《三国志》而得名
- 诗萃室，因藏有刘承幹与嗣父刘安澜（刘镛长子）共同编写的《国朝诗萃》而得名
- 底层窗雕刻篆字“嘉业堂藏书楼”